# Kawasaki Ki-96
Kawasaki Ki-96 (jap. キ96) – japoński, prototypowy, ciężki, jednomiejscowy myśliwiec będący daleko posuniętą modernizacją samolotu Kawasaki Ki-45. Jeszcze przed ukończeniem prac nad ostateczną wersją myśliwca, z powodu wzrastającego zagrożenia ze strony amerykańskich ciężkich bombowców, zapadła decyzja o przebudowie maszyny na dwumiejscowy myśliwiec wysokościowy, zdolny do zwalczania nieprzyjacielskich bombowców operujących na dużej wysokości. Nowy projekt otrzymał oznaczenie Kawasaki Ki-102.

## Historia
Ki-96 był własną inicjatywą zakładów Kawasaki, mającą na ca celu opracowanie zmodernizowanej wersji samolotu Kawasaki Ki-45. W sierpniu 1942 roku zespół konstruktorów pod kierunkiem inżyniera Takeo Doi przystąpił do projektowania następcy maszyny Ki-45 pod oznaczeniem Ki-45 II. Pracę nie posuwały się jednak zbyt szybko. Wytwórnia obciążona była realizacją innych, bardziej priorytetowych projektów. Sytuacja uległa zmianie pod koniec 1942 roku, kiedy to okazało, że prowadzonymi pracami zainteresował się Wydział Techniczny Sił Powietrznych Dowództwa Cesarskiej Armii. Duża skuteczność w działaniach bojowych Ki-45 oraz brak postępów prac nad myśliwcem z tandemowym silnikiem Kawasaki Ki-64 i ciężkim, jednosilnikowy myśliwcem Mitsubishi Ki-73 zmusiły lotnictwo Cesarskiej Armii Japońskiej do szybkiego znalezienia skutecznego następcy samolotu Ki-45. W tym czasie zakłady Kawasaki były już gotowe do zaprezentowania Wydziałowi Technicznemu nowej konstrukcji Ki-45 II. Miał to być dwumiejscowy samolot o zwiększonych względem Ki-45 rozmiarach i bardziej aerodynamiczną sylwetką. Projekt wstępnie został zatwierdzony jednak od nowej konstrukcji wymagano załogi jednoosobowej oraz silniejszego uzbrojenia. Projekt Ki-45 II został przystosowany do nowych wymagań i 3 lutego 1943 roku oficjalnie zaakceptowany. Otrzymał on nowe oznaczenie Kawasaki Ki-96. Z powodu dużego zaawansowania prac nad pierwotną wersją Ki-45 II, Wydział Techniczny zaakceptował pomysł dokończenia budowy prototypu Ki-96 w tej wersji, odbiegającej od zaakceptowanej w lutym charakterystyki technicznej. We wrześniu 1943 roku prototyp Ki-96.01 został ukończony i oblatany. Budowane drugi i trzeci prototyp miały być pierwotnie ukończone już w nowej konfiguracji. Nie    doszło jednak do tego, jeszcze przed zakończeniem budowy pierwszego prototypu Wydział Techniczny ponownie zmienił wymagania jakie musiała spełniać nowa konstrukcja. 28 czerwca 1943 roku Wydział nakazał przebudowę maszyny z powrotem na wersję dwumiejscową. Tym razem miała być to konstrukcja, której głównym zadaniem miało być zwalczanie nieprzyjacielskich bombowców strategicznych. Nowy projekt otrzymał oznaczenie Kawasaki Ki-102.

## Konstrukcja
Ki-96 był całkowicie metalowym, wolnonośnym średniopłatem, napędzanym dwoma silnikami gwiazdowymi Mitsubishi Ha-112 II. Podwozie trójgoleniowe chowane w locie z tylnym kółkiem podkadłubowym. Podwozie główne chowane do wnęk w gondolach silnikowych. Skrzydła o obrysie trapezowym.